# Verkehrs- und Tarifgemeinschaft Ostharz

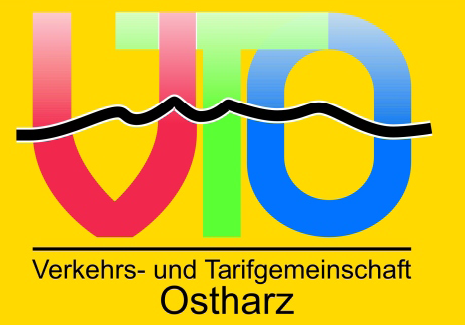
Logo der VTO

Die Verkehrs- und Tarifgemeinschaft Ostharz, kurz VTO, wurde 1995 von den Verkehrsunternehmen der ehemaligen Landkreise Halberstadt, Quedlinburg und Wernigerode (seit Juli 2007 des gemeinsamen Landkreis Harz) gebildet.

## Entwicklung
Die VTO umfasste ursprünglich die folgenden Verkehrsunternehmen:
- Halberstädter Bus-Betriebe GmbH (HBB)
- Q-Bus Nahverkehrsgesellschaft mbH (Q-Bus)
- Wernigeröder Verkehrsbetriebe GmbH (WVB)
- Halberstädter Verkehrs-GmbH (HVG)

Nach der Kreisgebietsreform 2007 wurden die WVB, HBB und Q-Bus zur Harzer Verkehrsbetriebe GmbH (HVB) zusammengeführt, so dass derzeit (Stand 2013) in der VTO folgende Unternehmen zusammengeschlossen sind:
- Harzer Verkehrsbetriebe GmbH (HVB)
- Halberstädter Verkehrs-GmbH (HVG)
- DB Regio AG (Anerkennung bestimmter Fahrtausweise)
- Harz-Elbe-Express (HEX; Anerkennung bestimmter Fahrtausweise)
- Harzer Schmalspurbahnen (HSB; Anerkennung bestimmter Fahrtausweise)

## Gebiet

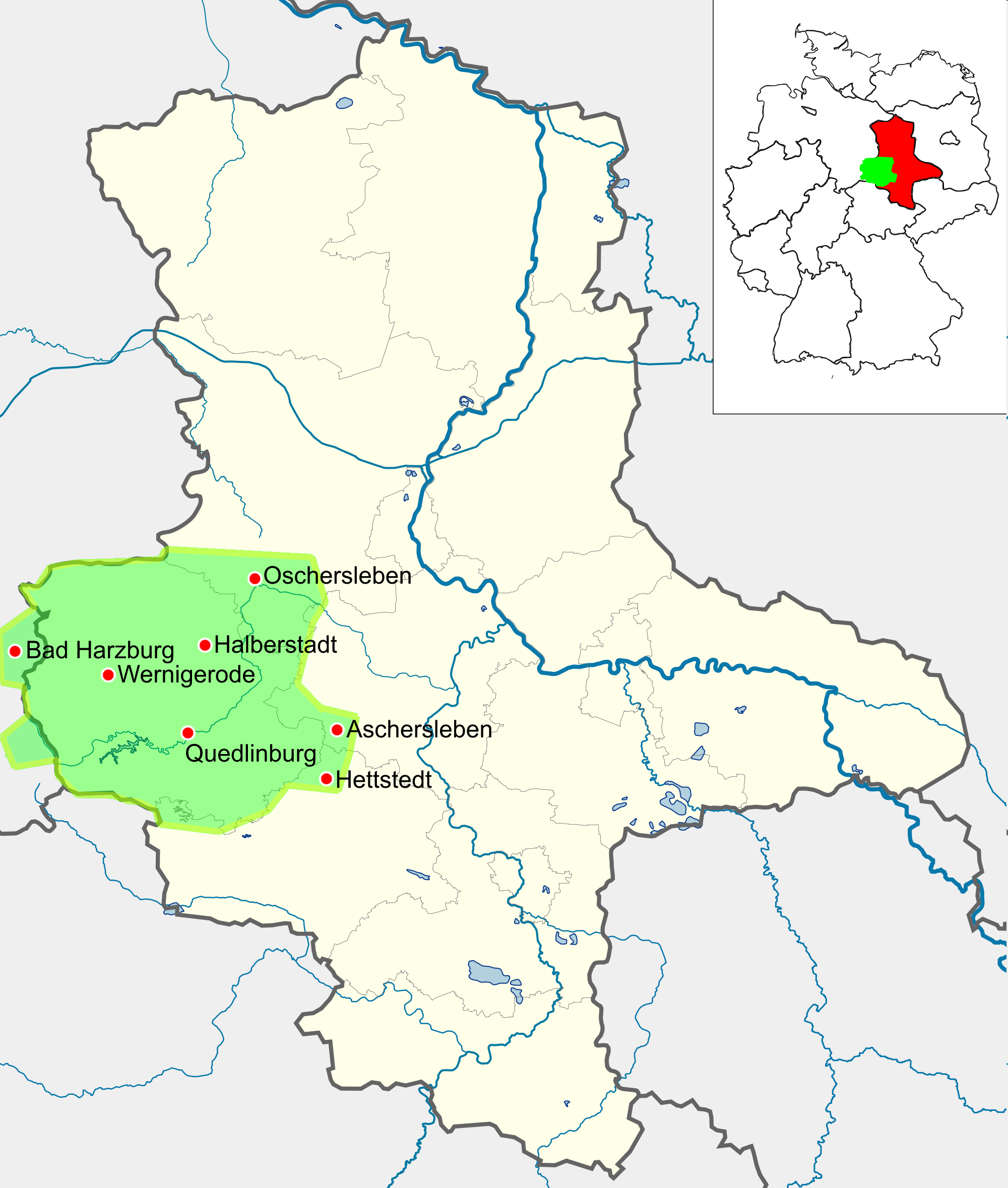
Tarifgebiet der VTO innerhalb Sachsen-Anhalts und Niedersachsens (Stand 2015)

Das Kerngebiet der VTO bildet der heutige Landkreis Harz. Durch die Überlandlinien sind jedoch die Tickets auch darüber hinaus gültig. Eine eigene Tarifzone innerhalb der VTO haben beispielsweise auch Bad Harzburg, Braunlage (beide Niedersachsen), Aschersleben (Salzlandkreis), Hettstedt, Wippra (beide Landkreis Mansfeld-Südharz) und Oschersleben (Landkreis Börde).

## Tarifgestaltung
Ziel war es, dass innerhalb der drei Landkreise Fahrtausweise gegenseitig anerkennen und einheitliche Fahrpreise angeboten werden.
Die Tarife wurden überarbeitet, eingeführt wurden dabei die 10er-Karte (ab 2011 auch 4er-Karte), eine übertragbare Wochen- und Monatskarte, eine Azubi-Wochen- und Monatskarte sowie ausschließlich für den Stadtverkehr Blankenburg und Wernigerode die 9-Uhr-Karte, die Familientageskarte und die Citycard. Zum 1. Mai 2008 wurde zudem das Sozialticket eingeführt, so dass Hartz-IV-Empfänger berechtigt sind, Fahrscheine zum ermäßigten Tarif („Kinder-Tarif“) zu lösen. Für den Bereich der HVG gelten die Tickets der VTO nur für Zeitkarten, die die Tarifzone Halberstadt enthalten, in allen anderen Fällen muss für die Straßenbahn der HVG ein eigenes Ticket gelöst werden.
Folgende Tickets wurden angeboten:
- 9-Uhr-Karte ist einen Monat im Stadtverkehr Wernigerode und Blankenburg gültig und gilt für beliebig viele Fahrten. 2023 gelten 9-Uhr-Karten als Monatskarte im festzulegenden Orts-/Nachbarortstarif, 2025 für 40 Euro.
- Familien-Tageskarte gilt für zwei Erwachsene und bis zu drei Kinder (bis 11 Jahre, seit 2011 bis 14 Jahre) nur im Stadtverkehr Blankenburg und Wernigerode. 2023 war diese für zwei Erwachsene und bis zu drei Kinder von 6 bis 14 Jahren für eine beliebige Tarifstufe erhältlich, in der Tabelle ist diese für den Ortstarif angegeben.
- CityCard gilt für ein Jahr und berechtigt dazu, den Stadtverkehr Blankenburg und Wernigerode zu nutzen.
- HarzTourCard gilt an drei aufeinanderfolgenden Tagen bei allen beteiligten Unternehmen.
- HarzMobilCard ist eine Zusatzkarte, die einen Monat lang dazu berechtigt, mit dem ermäßigten Ticket („Kinder-Tarif“) zu fahren. Eingeschlossen sind die HSB (außer Brocken), die Straßenbahnlinien in Halberstadt sowie ausgewählte Züge der DB Regio und des HEX.
- Selkebahnticket ermöglicht die Nutzung ausgewählter Buslinien der HVB und der Selketalbahn und ist drei Tage lang gültig.
- WiSel-Card gilt auf ausgewählten Bahn- und Buslinien in Richtung Mansfelder Land, nur am Wochenende und an gesetzlichen Feiertagen für einen Kalendertag.

Nachfolgend eine Übersicht über die Preise der VTO, angegeben ist jeweils der Preis für einen Erwachsenen (ausgenommen Familientageskarte).
| Tarifstufe                                          | ab 1. Jan. 2002                                                  | ab 2. Apr. 2004                                                  | ab 1. Jan. 2007                                                  | ab 1. Jan. 2010                                                  | ab 1. Jan. 2011                                                  | ab 1. Jan. 2013                                                  | ab 1. Sep. 2014                                                  | ab 1. Sep. 2015                                                  | ab 1. Jan. 2023                                                  | ab 1. Jan. 2025                                                  |
| --------------------------------------------------- | ---------------------------------------------------------------- | ---------------------------------------------------------------- | ---------------------------------------------------------------- | ---------------------------------------------------------------- | ---------------------------------------------------------------- | ---------------------------------------------------------------- | ---------------------------------------------------------------- | ---------------------------------------------------------------- | ---------------------------------------------------------------- | ---------------------------------------------------------------- |
| O / N (Orts- und Nachbarortstarif)                  | 0,80                                                             | 0,90                                                             | 1,00                                                             | 1,10                                                             | 1,20                                                             | 1,30                                                             | 1,40                                                             | 1,50                                                             | 2,30                                                             | 2,50 2,70                                                        |
| I (1 Zone)                                          | 1,30                                                             | 1,50                                                             | 1,60                                                             | 1,75                                                             | 1,90                                                             | 2,00                                                             | 2,10                                                             | 2,20                                                             | 2,80                                                             | 3,20                                                             |
| II (2 Zonen)                                        | 2,00                                                             | 2,30                                                             | 2,50                                                             | 2,70                                                             | 2,90                                                             | 3,00                                                             | 3,10                                                             | 3,20                                                             | 4,50                                                             | 5,30                                                             |
| III (3 Zonen)                                       | 2,50                                                             | 2,80                                                             | 3,00                                                             | 3,20                                                             | 3,60                                                             | 3,90                                                             | 4,10                                                             | 4,20                                                             | 5,50                                                             | 6,30                                                             |
| IV (4 Zonen)                                        | 3,00                                                             | 3,40                                                             | 3,60                                                             | 3,80                                                             | 4,10                                                             | 4,60                                                             | 4,80                                                             | 4,90                                                             | 6,00                                                             | 6,80                                                             |
| V (ab 5 Zonen)                                      | 4,00                                                             | 4,30                                                             | 4,50                                                             | 4,80                                                             | 5,10                                                             | 5,20                                                             | 6,20                                                             | 6,30                                                             | 7,00                                                             | 8,00                                                             |
| S (Stadtverkehr Blankenburg und Wernigerode)        | 0,80                                                             | 0,90                                                             | 1,00                                                             | 1,10                                                             | 1,20                                                             | 1,30                                                             | 1,40                                                             | 1,50                                                             | –                                                                | –                                                                |
| +X (je Sonderzone)                                  | 1,00                                                             | 1,00                                                             | 1,00                                                             | 1,00                                                             | 1,00                                                             | 1,00                                                             | 1,00                                                             | 1,00                                                             | 1,00                                                             |                                                                  |
| Tagesnetzkarte                                      |                                                                  | 6,50                                                             | 7,00                                                             | 7,50                                                             | 8,00                                                             | 8,50                                                             | 10,00                                                            | 10,50                                                            | 13,00                                                            | 14,00                                                            |
| 9-Uhr-Karte                                         | 16,50                                                            | 18,00                                                            | 20,00                                                            | 22,00                                                            | 24,00                                                            | 25,00                                                            | 26,00                                                            | 27,00                                                            | 34,00                                                            |                                                                  |
| Familientageskarte (2 Erwachsene + bis zu 3 Kinder) |                                                                  |                                                                  | 3,50                                                             | 3,70                                                             | 4,00                                                             | 4,30                                                             | 4,50                                                             | 4,60                                                             | ab 7,00                                                          | 7,80 bis 27,00                                                   |
| Citycard                                            |                                                                  |                                                                  | 185,00                                                           | 199,00                                                           | 219,00                                                           | 229,00                                                           | 239,00                                                           | 245,00                                                           | –                                                                | –                                                                |
| HarzTourCard                                        | 14,50                                                            | 14,50                                                            | 18,00                                                            | 18,00                                                            | 18,00                                                            | 18,00                                                            | 18,00                                                            | 18,00                                                            | 27,00                                                            |                                                                  |
| HarzMobilCard                                       | monatl. 13,00 (für Nutzung des Ermäßigungtarifs bei HVB und HVG) | monatl. 13,00 (für Nutzung des Ermäßigungtarifs bei HVB und HVG) | monatl. 13,00 (für Nutzung des Ermäßigungtarifs bei HVB und HVG) | monatl. 13,00 (für Nutzung des Ermäßigungtarifs bei HVB und HVG) | monatl. 13,00 (für Nutzung des Ermäßigungtarifs bei HVB und HVG) | monatl. 13,00 (für Nutzung des Ermäßigungtarifs bei HVB und HVG) | monatl. 13,00 (für Nutzung des Ermäßigungtarifs bei HVB und HVG) | monatl. 13,00 (für Nutzung des Ermäßigungtarifs bei HVB und HVG) | monatl. 13,00 (für Nutzung des Ermäßigungtarifs bei HVB und HVG) | monatl. 13,00 (für Nutzung des Ermäßigungtarifs bei HVB und HVG) |
| Selkebahnticket                                     | 10,00                                                            | 10,00                                                            | 16,00                                                            | 17,00                                                            | 17,00                                                            | 17,00                                                            | 17,00                                                            | 17,00                                                            | 26,00                                                            |                                                                  |
| WiSel-Card                                          | –                                                                | –                                                                | –                                                                | 10,00                                                            | 10,00                                                            | 10,00                                                            | 10,00                                                            | 10,00                                                            | 10,00                                                            |                                                                  |

Als Sonderzone (Stand 2015) gelten: Hornburg, Isingerode, Schladen, Wiedelah, Vienenburg, Eckertal, Bad Harzburg, Plessenburg, Steinerne Renne, Karlshaus, Hohnepfahl und Braunlage. Diese sind 2023 nicht mehr ausgewiesen, es gilt jedoch ein Ausschluss der Tarifbedingungen des VTO auf den Linien nach Niedersachsen, sofern die Fahrt ausschließlich im niedersächsischen Teil stattfindet.
Mit Gültigkeitsbeginn ab Mai 2023 wird das Deutschlandticket anerkannt und ausgegeben, ausgenommen ist lediglich die Schmalspurbahn-Strecke Drei Annen Hohne – Brocken.

## Weblink
- Informationen zur VTO auf den Seiten der Harzer Verkehrsbetriebe